# غليندا
غليندا هي شخصية خيالية أنشأها ل. فرانك بوم لرواياته أوز. ظهرت لأول مرة في فلم ساحر أوز الرائع الكلاسيكي للأطفال لعام 1900م، وهي أقوى مشعوذة في أرض أوز، وحاكمة الدولة الرباعية الواقعة جنوب مدينة الزمرد، وحامية الأميرة أوزما.

## المؤلفات

### ل. فرانك بوم
تشير رواية بوم عام 1900 للأطفال «ساحر أوز الرائع» إلى غليندا على أنها «ساحرة الجنوب الطيبة»؛ لا تظهر في الرواية إلا في وقت متأخر من تطورها. بعد أن يطير الساحر بعيدًا في منطقته، يسافر الأسد الجبان، والفزاعة، وتين وودمان، ودوروثي، وتوتو جنوبًا إلى أرض الكوادلينجز ليطلبوا من غليندا نصيحتها. في نسخة الفيلم المشهورة عام 1939، غليندا شخصية مركبة مع ساحرة الشمال. وصفتها الكتب اللاحقة بـ «المشعوذة» بدلاً من «الساحرة»، على الرغم من أن كتابات بوم توضح أنه لا ينظر إلى الساحرات على أنهن أشرار بطبيعتهن.
في الكتب، تُصوَّر غليندا على أنها امرأة شابة جميلة ذات شعر أحمر طويل وغني ونادر وعينين زرقاوين، ترتدي فستانًا أبيض نقيًا. وهي أكبر بكثير مما يوحي مظهرها، لكنها «تعرف كيف تحافظ على شبابها على الرغم من السنوات العديدة التي عاشتها» - وهي حقيقة تم تأسيسها في ساحر أوز الرائع  بواسطة الجندي ذي الشوارب الخضراء. لقد حكمت الدولة الرباعية منذ أن أطاحت بالساحرة الشريرة في الجنوب خلال الفترة التي كان فيها جد أوزما ملك أوز.
تلعب غليندا الدور الأكثر نشاطًا في إيجاد واستعادة الأميرة أوزما، الوريثة الشرعية، إلى عرش أوز، التي يجري البحث عنها في الكتاب الثاني، أرض أوز الرائعة، على الرغم من أن غليندا كانت تبحث عن أوزما منذ ذلك الحين فالأميرة اختفت عندما كانت طفلة. من المحتمل أنها لم تطح بالسحرة الأشرار في الشرق والغرب، على الرغم من كونها أقوى مما كانت عليه، لأنها أرادت توحيد أوز جميعًا تحت حاكمها الشرعي، أوزما، أولاً. بعد صعود أوزما إلى العرش، استمرت غليندا في مساعدة أميرة أوز في تشكيل مستقبل أرض أوز ككل، ولم تعد تقتصر سلطاتها على حراسة مملكتها الرباعية في الجنوب فقط؛ ووفقًا لشخصيتها، لا تتدخل غليندا في شؤون الدولة ما لم تطلب أوزما مشورتها أو مساعدتها على وجه التحديد.
بالإضافة إلى معرفتها الواسعة بالسحر، تستخدم غليندا العديد من الأدوات والتمائم والأدوات في ورشتها. تكشف أوز مدينة الزمرد أنها تمتلك كتابًا كبيرًا من السجلات يسمح لها بتتبع كل ما يحدث في العالم من لحظة حدوثه. بدءاً من الطريق إلى أوز دربت الساحر الدجال السابق على السحر؛ أصبح ممارسًا رائعًا، لكنه يعترف بأنها أقوى حتى الآن.
تعيش غليندا في قصر بالقرب من الحدود الشمالية للبلاد الرباعية، تحضره خمسون عذراء جميلة من كل بلد من بلدان أوز. كما أنها توظف جيشًا كبيرًا من المجندات، حيث تتحدى جيش الثورة بقيادة الجنرال جنجور، الذي كان قد غزا مدينة الزمرد في أرض أوز الرائعة. الرجال ليسوا بارزين في محكمة غليندا.
تحمي غليندا بشدة رعاياها في الجنوب. فقد أنشأت مجتمعات مسورة ومحاطة بأسوار لأرانب بانيبيري ودمى الآنسة كوتينكليب الورقية، ما يظهر اهتمامًا شخصيًا ليس فقط بشؤون الكائنات الرباعية التي تشبه البشر، ولكن أيضًا السكان الآخرين في منطقتها القضائية.
في أوز مدينة الزمرد، عندما تذهب أوزما لاستشارة غليندا حول أمن مواطنيها الأوزيين، تحجب الساحرة أوز عن العالم الخارجي العظيم، ما يجعل أوز غير مرئية لعيون البشر الذين يحلقون فوق الطائرات وما شابه. مع ذلك، على عكس أوزما، فإن غليندا مستعدة لتجاهل الفتنة والقمع في الزوايا النائية من أوز مثل جنكسلاند ومنطقة سكيزر طالما أنها لا تهدد مدينة الزمرد أو الغرباء الأبرياء. لقد ترك القراء مع شعور بأن غليندا من ذوي الخبرة والمحنكة لدرجة أنه لا يوجد علاج سحري لكل شيء، وأن بعض الأشياء لا يمكن تغييرها أو ربما لا ينبغي تغييرها للأفضل أو للأسوأ.
واحدة من الحقائق الأكثر غموضًا عن غليندا هي أنها أنشأت النافورة المحرمة بمياه النسيان، في وسط أوز، والتي خلصت مياهها ملك أوز السابق الذي كان قاسيًا بشكل استثنائي. حدث هذا «منذ عدة قرون» وفقًا لأوزما (في إشارة إلى تقدم غليندا مرة أخرى)، وهذه النافورة هي التي تنقذ أوز من ملك نومي الغازي وحلفائه في مدينة أوز الزمرد، بجعلهم ينسون نواياهم الشائنة. من الواضح أن غليندا صنعت النافورة في مرحلة ما من تاريخ أوز عندما تم توحيد الأرض في عهد أحد أفراد العائلة المالكة لأوز، وإن كان ملكًا مستبدًا في هذا الحادث المنعزل، ولذا تمكنت من التدخل عندما تم تقسيم البلد بين الساحر والسحرة الأشرار من الشرق والغرب وآخرون، قبل وصول دوروثي.
الأكثر إثارة للاهتمام أنه عندما يفكر الملك نوم بغزو أوز. يخبره أحد التوابع، الجنرال جوف، أن قلعة غليندا الطيبة تقع «في شمال مدينة الزمرد»، رغم إثبات أن غليندا تقع في الجنوب، في حين أن ساحرة أخرى (التي استقبلت دوروثي في أوز، اسمها تاتيبو) سادت في الشمال. ربما يكون جوف قد أفسد حقائقه، حيث لم يكن أي من التماثيل قد ذهب إلى أوز في ذلك الوقت، لكنه ينذر بتصوير غليندا على أنها ساحرة الشمال الطيبة بدلاً من الجنوب في فيلم إم جي إم عام 1939 (وهو الأكثر انتشارًا) نسخة معروفة من أوز حتى الآن.